# Contea di Clarendon (Carolina del Sud)
La contea di Clarendon (in inglese Clarendon County) è una contea dello Stato della Carolina del Sud, negli Stati Uniti. La popolazione al censimento del 2000 era di 32 502 abitanti. Il capoluogo di contea è Manning.

## Geografia
La contea si trova nel centro-est dello Stato. Si tratta di una piana costiera che include diverse zone paludose. Il Lake Marion costituisce il confine ovest e sud.

### Contee confinanti
- Contea di Florence - nord-est
- Contea di Williamsburg - est
- Contea di Berkeley - sud-est
- Contea di Orangeburg - sud
- Contea di Calhoun - ovest
- Contea di Sumter - nord-ovest

## Storia
L'area era abitata dai nativi Congaree alla fine del XVIII secolo. La contea fu istituita nel 1785 e fu chiamata così in onore di Edward Hyde, III conte di Clarendon. Nel 1800 la contea fu accorpata alle contee di Claremont e Salem; solo nel 1855 venne ricostituita.

## Comuni
L'unica city è Manning, il capoluogo.

### Towns
- Paxville
- Summerton
- Turbeville

### Census-designated places
- Alcolu
- Foreston
- North Santee
- Wyboo